# Beginergård

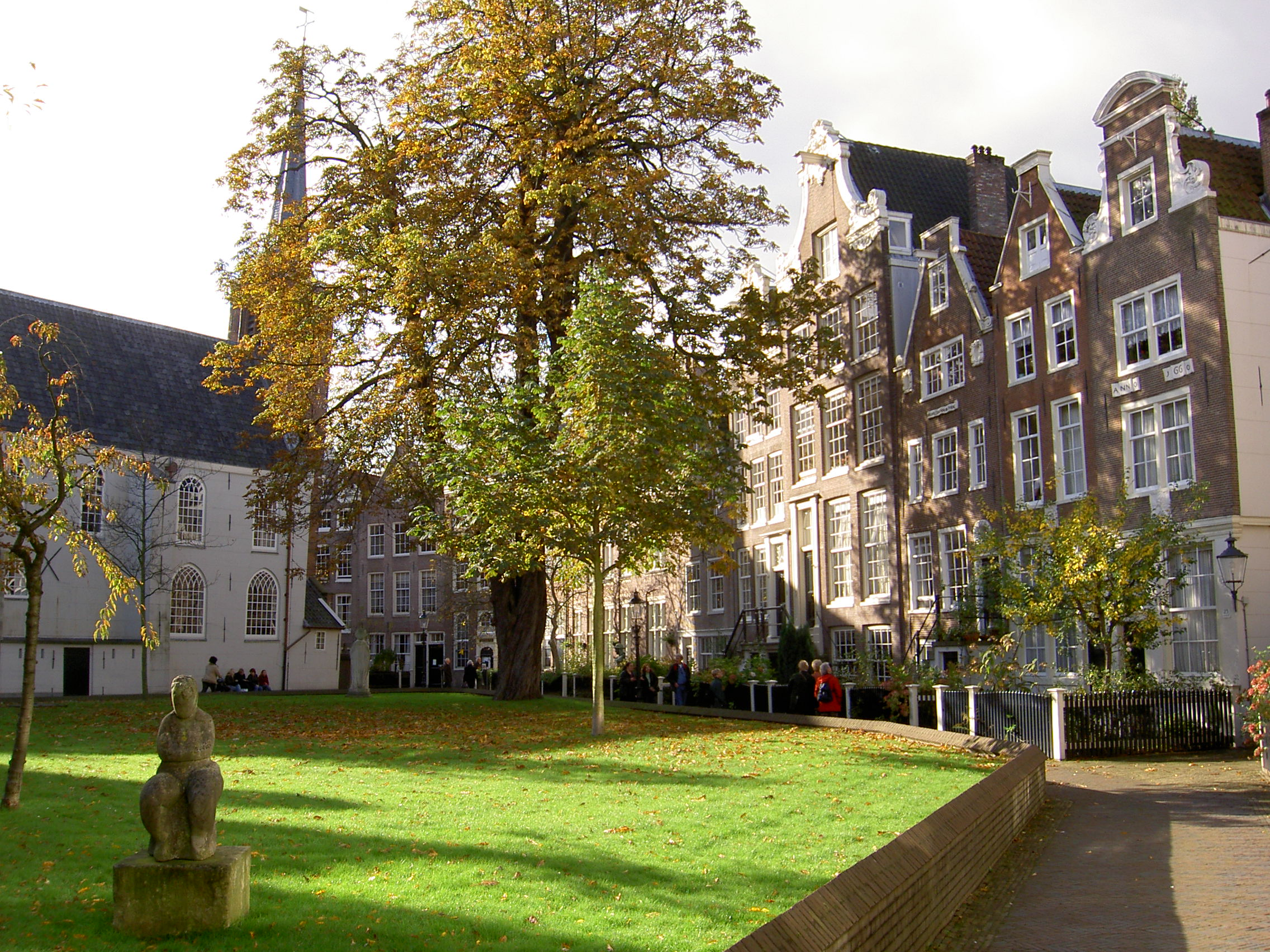
Begingård i Amsterdam

Begingård är en medeltida kvartersbildning sammansatt av små husenheter med baksidan utåt gatan och framsidan inåt en stor central gård. Typen skapades av kvinnor, kallade beginer, för att söka sig bort från tidens våld och oro och leva tillsammans under skyddade förhållanden i staden. Kvarterstypen står ut både jämfört med tidigare kvartersbilningar under antiken och andra jämförbara kvarter under medeltiden i och med gårdens stora skala. Typen finns i första hand i det nederländska området. I Flandern finns 13 exempel som hör till Unescos världsarv.